# واشنطن برانداو
واشنطن برانداو هو لاعب كرة قدم برازيلي في مركز الهجوم، ولد في 18 أغسطس 1990 في البرازيل. لعب مع نادي فينديياسيل ‏.